# Emma Weiß (Politikerin)
Emma Weiß (* 7. Mai 1903 in Bärringen; † 8. Mai  1988 in Meiningen) war eine deutsche Politikerin (SED). Sie war von 1946 bis 1950 Abgeordnete des Thüringer Landtags.

## Leben
Weiß wurde als Tochter eines Postangestellten im böhmischen Braunkohlenrevier geboren. Nach dem Besuch der Volksschule erlernte sie den Beruf der Verkäuferin und arbeitete als Lagerhalterin in der Konsumgenossenschaft. Sie wurde 1922 Mitglied der Sozialdemokratischen Jugendbewegung, ein Jahr später trat sie der SPD bei und wurde Funktionärin der Partei.
Nach dem Zweiten Weltkrieg kam sie 1945 mit der Vertreibung der Deutschen aus der Tschechoslowakei nach Gera und setzte sich für die Zwangsvereinigung von SPD und KPD zur SED ein. Bei den Wahlen am 20. Oktober 1946 wurde sie in den Thüringer Landtag gewählt, dem sie bis Oktober 1950 angehörte. Im Dezember 1950 wurde sie zum Landrat des Landkreises Meiningen berufen. Auf Grund des Gesetzes über die weitere Demokratisierung des Aufbaus und der Arbeitsweise der staatlichen Organe im Lande Thüringen vom 25. Juli 1952 war sie dann Vorsitzende des Rates des Kreises Meiningen.
Als Referatsleiterin im Konsum-Bezirksverband Suhl erhielt sie 1963 den Vaterländischen Verdienstorden in Bronze und 1983 als Veteranin in Meiningen den Vaterländischen Verdienstorden in Gold. Sie war zuletzt langjähriges Mitglied der Kommission zur Betreuung alter verdienter Parteimitglieder bei der SED-Bezirksleitung Suhl. Ihr 85. Geburtstag wurde mit einer Grußadresse des ZK des SED im Neuen Deutschland gewürdigt. Weiß starb im Alter von 85 Jahren.